# Edgar Niemeczek
Edgar Niemeczek (* 28. Februar 1958 in Pressbaum, Niederösterreich) ist ein österreichischer Kulturmanager, Jurist und Rundfunkmoderator.

## Leben
Edgar Niemeczek studierte Jus und ist seit 1986 im regionalen Kulturmanagement in Niederösterreich tätig. Von 2007 bis Juni 2018 war er gemeinsam mit seiner Gattin Dorothea Draxler Geschäftsführer und Sprecher der Kultur.Region.Niederösterreich. Er ist Mitglied zahlreicher musischer Vereine. Seit 2000 moderiert er beim ORF in Radio Niederösterreich die Volkskultur-Sendungen AufhOHRchen und G’sungen und g’spielt. Des Weiteren ist Niemeczek verantwortlich für die Radiosendung Kremser Kamingespräche.
Niemeczek ist außerdem als Fachautor im Bereich Volkskultur tätig. Er ist Mitinitiator der Plattform Volkskultur Österreich und war bis 2013 Geschäftsführer der Volkskultur Niederösterreich.

## Auszeichnungen
- Goldenes Ehrenzeichen für Verdienste um das Bundesland Niederösterreich (2008)
- Berufstitel Professor (2013)
- Goldenes Ehrenzeichen der Stadt Pressbaum (2014)